# 库尔蒂贾法尔普尔
库尔蒂贾法尔普尔（Kurthi Jafarpur），是印度北方邦Mau县的一个城镇。总人口11943（2001年）。

## 人口
该地2001年总人口11943人，其中男性6064人，女性5879人；0—6岁人口2770人，其中男1381人，女1389人；识字率56.33%，其中男性为63.87%，女性为48.55%。